# Munna vittata
Munna vittata är en kräftdjursart som beskrevs av Oleg Grigor'evich Kussakin och Boris Vladimirovich Mezhov 1979. Munna vittata ingår i släktet Munna och familjen Munnidae. Inga underarter finns listade i Catalogue of Life.